# 世纪大桥 (西班牙)
世纪大桥是西班牙安达卢西亚自治区塞维利亚省首府塞维利亚南部的一座钢筋混凝土斜拉桥，跨过瓜达尔基维尔河的分支阿方索十三世运河（Canal de Alfonso XIII），主跨265米。